# Planchonella ledermannii
Planchonella ledermannii là một loài thực vật có hoa trong họ Hồng xiêm. Loài này được (K.Krause) H.J.Lam miêu tả khoa học đầu tiên năm 1932.